# Артур Соарес Дијас
Артур Мануел Рибеиро Соарес Дијас (порт. Artur Manuel Ribeiro Soares Dias) португалски је фудбалски судија. На списку је међународних судија Фифе и Уефе од 2010.

## Судијска каријера
Након што је пратио свог земљака Олегарија Бенкеренсу у неколико УЕФА Лиге шампиона као додатни помоћни судија, Соарес Дијас је судио утакмице у УЕФА Лиги Европе 2012–13. Штавише, именовао га је европско фудбалско управно тело да води утакмицу плеј-офа за првенство до 21 године између Италије и Шведске.
Учествовао је на Светском првенству до 20 година на Новом Зеланду 2015. године и судио четвртфинале САД против Србије. Такође је био у Србији на У17 Еуру и судио полуфинале 2011. године.
Дана 5. јануара 2017, док се Соарес Дијас спремао да одради тренинг у Маји, два дана пре него што је судио утакмицу Примеира Лиге између Пасо де Фереире и ФК Порто, он и његова породица су добили претње смрћу од појединаца које је идентификовао као део Супер Драгоес, званична група навијача ФК Порто. Инцидент је пријавио полицији против „непознатих лица“.
У априлу 2017, Дијаш је постављен за видео асистента на ФИФА Купу конфедерација 2017, који се одржао у Русији. У истом својству радио је и на Светском првенству у фудбалу 2018. године.
УЕФА га је 13. маја 2024. одабрала да суди финале Лиге конференције Европе између Олимпијакоса и Фиорентине.
У априлу 2024. изабран је за једног од главних судија међу 19 судијских тимова који ће судити на утакмицама Европског првенства у фудбалу које ће се одржати у јуну-јулу 2024. на фудбалским теренима Немачке.

### Европско првенство у фудбалу 2020.
| Фаза        | Датум         | Место  | Екипа 1 | Екипа 2  | Резултат  |
| ----------- | ------------- | ------ | ------- | -------- | --------- |
| Групна фаза | 16. јун 2021. | Баку   | Турска  | Велс     | 1:1 (0:0) |
| Групна фаза | 22. јун 2021. | Лондон | Чешка   | Енглеска | 0:1 (0:1) |

### Европско првенство у фудбалу 2024.
| Фаза          | Датум         | Град               | Стадион          | Екипа 1  | Резултат  | Екипа 2   | Жути картон | Red card | Пенали |
| ------------- | ------------- | ------------------ | ---------------- | -------- | --------- | --------- | ----------- | -------- | ------ |
| Групна фаза   | 16. јун 2024. | Хамбург            | Фолкспаркстадион | Пољска   | 1:2 (1:1) | Холандија | 0 - 1       | 0 - 0    | 0 - 0  |
| Групна фаза   | 20. јун 2024. | Франкфурт на Мајни | Валдстадион      | Данска   | 1:1 (1:1) | Енглеска  | 3 - 1       | 0 - 0    | 0 - 0  |
| Осмина финала | 2. јул 2024   | Лајпциг            | Ред бул арена    | Аустрија | 1:2 (0:1) | Турска    | 2 - 2       | 0 - 0    | 0 - 0  |